# Ивайло Петров
 Тази статия е за писателя.  За футболиста вижте Ивайло Петров (футболист).  
Ивайло Петров (истинско име Продан Петров Кючуков) е сред най-значимите български писатели.

## Биография
Ивайло Петров е роден на 19 януари 1923 г. в село Бдинци, област Добрич. Завършва гимназия в Добрич през 1942 г. След това е изпратен да служи в териториите под българска окупация в Сърбия в Нишка Баня. Там на 28 август 1944 г. цялото свързочно поделение, в което той служи, е арестувано от дотогавашните ни германски съюзници. Това става след промяната на ориентацията на България във войната, като няколко дни по-късно всички са освободени. На 9 септември се прибира в Шумен, но след няколко месеца е мобилизиран от новите ОФ власти и е изпратен на фронта срещу германците в Унгария, където на два пъти се разминава на косъм от смъртта. Както споделя писателят, може би под влияние от тези спомени е написал „Преди да се родя и след това“, което после излиза от печат под друго име: „Преди да се родя и след смъртта ми“. През 1947 – 1949 г. е учил няколко семестъра право в Софийския университет. Учил е и графика в Художествената академия при Александър Бешков. Работил е в списание „Пламък“ и вестник „Литературен фронт“.
Умира на 16 април 2005 г. и е погребан в Централните софийски гробища.

## Творчество
Първият му сборник е „Кръщение“ (1953 г.), а с повестта „Нонкина любов“, която излиза на следващата година, Ивайло Петров става изключително популярен. През 1949 г. е редактор в Радио София. Постъпва на работа в издателство „Български писател“ през 1953 г. и оттогава се посвещава професионално на попрището си на писател и редактор.
Автор е на повече от 20 книги, повечето от които преиздавани многократно в България и чужбина: „Мъртво вълнение“, „Преди да се родя и след смъртта ми“, „Объркани записки“, „Баронови“, „Циганска рапсодия“ и др. Несъмнено най-значителното му произведение е романът „Хайка за вълци“ (1982), който за броени години се превръща в класика и получава наградата на Съюза на българските писатели за 1986 година.
Творбите му са преведени на беларуски, китайски, монголски, немски, руски, японски, румънски, френски, полски, словенски и др.

## Признание и награди
Петров е лауреат на Голямата награда за цялостен принос в българската книжовна култура „Христо Г. Данов“ за 2002 г., на наградата „Златен век“ за принос в българската култура, на наградата „Йордан Йовков“ за 1990 г., на Голямата награда за литература на Софийския университет „Св. Климент Охридски“ (2002) и много други.
На Ивайло Петров е наречена улица в квартал „Кръстова вада“ в София (Карта). На столичната улица „Солунска“ № 35 върху фасадата на дома, в който писателят Ивайло Петров е живял от 1978 г. до 2005 г. е поставена негова паметна плоча барелеф. Инициативата е във връзка с 85-ата годишнина от рождението му.
През 1994 г. е удостоен със званието Почетен гражданин на град Добрич.
През 2000 г. е удостоен с орден „Стара планина“ първа степен.
Удостоен посмъртно със званието Почетен гражданин на Балчик на 24 май 2011 г.

## Посмъртно признание
През 2006 г. Хуманитарна гимназия „Св. св. Кирил и Методий“ – гр. Добрич, която е завършил Ивайло Петров, учредява награда на неговото име. Всяка година носител на наградата е възпитаник на гимназията, постигнал най-високите резултати в областта на науката. Връчването ѝ е на 11 май – патронен празник на учебното заведение.
През 2008 г. издателство „Литературен форум“, съвместно с фондация „Бъдеще за България“ учредява Национална литературна награда „Ивайло Петров“. Неин пръв носител става писателят Георги Мишев за романа „Патриархат“. В наградата, освен парична сума, влиза и издаването на романа. По повод 85-годишнината от рождението на Ивайло Петров издателството му посвещава специален брой на вестник „Литературен форум“, организира изложба в СГХГ галерия от картини на писателя и издава том с негови автобиографични текстове и спомени за него, онасловен „Преди и след“. Изложбата, заедно с премиерата на „Преди и след“ и наградения роман, същата година гостува в Добрич и Балчик.